# 이상 그 이상
《이상 그 이상》(李箱 그 以上)은 MBC에서 2013년 11월 28일에 방영한 드라마 페스티벌 시즌 1의 여덟 번째 작품이다.

## 등장 인물

### 주요 인물
- 조승우 : 이상(李箱) 역
- 박하선 : 경혜(敬惠) 역
- 정경호 : 본웅(本雄) 역
- 한상진 : 재문(在文) 역
- 조민기 : 수영(殊穎) 역 (아역 맹세창)

### 그 외 인물
- 인교진 : 태원 역
- 김하은 : 금홍 역
- 임현성 : 유정 역
- 윤희진
- 서광재
- 김성훈
- 이세욱
- 이무생
- 곽자형
- 김기범
- 강신철
- 최리호
- 문기영
- 박화진
- 박재영
- 강문경 : 국무대신 이용익 역
- 이정주
- 문수종
- 조재룡
- 장현정
- 박성균
- 김경룡

### 우정출연
- 서범식

## 수상
- 2014년 제47회 휴스턴 국제 영화제 TV스페셜 드라마 부문 은상[1]